# دين مناخي

الدَين المناخي

الدَين المناخي، يشير إلى ديون البلدان المتقدمة تجاه البلدان النامية بسبب الأضرار الناجمة عن مساهماتها الكبيرة وغير المتكافئة في التغير المناخي. تشكل الانبعاثات العالمية لغازات الدفيئة على مر التاريخ، والتي ساهمت بها الدول المتقدمة إلى حد كبير، تهديدات كبيرة للبلدان النامية الأقل قدرة على التعامل مع الآثار السلبية للتغير المناخي. يعتبر البعض تبعًا لذلك، أن الدول المتقدمة تدين للدول النامية، بسبب مساهماتها غير المتكافئة في التغير المناخي.
يعد مفهوم الدَين المناخي جزءًا من المفهوم الأوسع للدَين البيئي، وحظي باهتمام متزايد منذ أن طُرح في مؤتمر الأمم المتحدة للتغير المناخي 2009، حيث سعت البلدان النامية، بقيادة بوليفيا، إلى استرداد الدَين المناخي.
يشمل الدَين المناخي ديون التكيف وديون الانبعاثات. تشير ديون التكيف إلى الديون التي تدين بها البلدان المتقدمة للبلدان النامية لمساعدتها في التكيف مع التغير المناخي. يشير مصطلح ديون الانبعاثات إلى الديون المستحقة على البلدان المتقدمة بسبب الكمية غير المتناسبة من انبعاثات غازات الدفيئة.
اختُلف حول تفسير الدَين المناخي بشكل صحيح، منذ أن طُرح هذا المفهوم، إذ اتخذت البلدان المتقدمة والبلدان النامية، وكذلك أصحاب المصلحة المستقلون، مجموعة متنوعة من المواقف بشأن هذه القضية.

## لمحة تاريخية
قُدم مفهوم الدَين المناخي لأول مرة في تسعينيات القرن العشرين من قبل المنظمات غير الحكومية. ادّعى مناصرو الدَين المناخي أن الشمال العالمي مدين للجنوب العالمي بديون لمساهماته في التغير المناخي، وسرعان ما تبع ذلك دعم من دول العالم. دعت البلدان النامية خلال قمة الجنوب لمجموعة سبع وسبعين إلى الاعتراف بالديون المناخية المستحقة على شمال الكرة الأرضية كأساس لحلول قضايا المناخ. لم يُعرّف مفهوم الدَين المناخي بشكل صريح في اتفاقية الأمم المتحدة الإطارية بشأن التغير المناخي.
رفضت دول من بينها بوليفيا وفنزويلا والسودان وتوفالو اعتماد اتفاق كوبنهاغن في مؤتمر الأمم المتحدة للتغير المناخي 2009، مشيرة إلى أن الدول الصناعية لا تريد تحمل المسؤولية عن التغير المناخي. قدمت بوليفيا وكوبا ودومينيكا وهندوراس ونيكاراغوا وفنزويلا في المؤتمر، اقتراحًا لتقييم الدَين المناخي للبلدان المتقدمة تجاه البلدان النامية على مر التاريخ. حلل الاقتراح أسباب التغير المناخي، وشرح ديون التكيف وديون الانبعاثات.
استضافت بوليفيا ودول نامية أخرى في عام 2010، مؤتمر شعوب العالم بشأن التغير المناخي وحقوق أمنا الأرض، وتوصلت إلى اتفاق الشعوب الذي ينص على:
«نحن، حضور مؤتمر شعوب العالم بشأن التغير المناخي وحقوق أمنا الأرض في كوتشابامبا وبوليفيا، نطالب البلدان التي أفرطت في استهلاك الفضاء الجوي بالاعتراف بمسؤولياتها التاريخية والحالية عن آثار المناخ الضارة وأسبابها، والوفاء بديون المناخ للبلدان النامية، والمجتمعات الهشّة في بلدانها، وأولاد أولادنا، وجميع الكائنات الحية في بيتنا المشترك، أمنا الأرض».
تنص اتفاقية الشعوب على أن ديون المناخ مستحقة من خلال التعويض المالي، وكذلك العدالة الإصلاحية، ورفضت اتفاقية كوبنهاغن وضوحًا.
انقسم الناس بين مؤيدين ومعارضين لمفهوم الدَين المناخي بعد ظهوره في وسائل الإعلام العامة، بعيدًا عن الاتفاقيات الرسمية بين الدول.